# Мамсуров Дабе Хабійович
Мамсуров Дабе Хабійович (27 липня 1909, Даргавс, П-О АРСР — 21 серпень 1966 Орджонікідзе, СРСР) — радянський осетинський прозаїк, поет і драматург. Член ВКП (б) з 1939 року. Лауреат Державної премії імені Коста Хетагурова Північної Осетії (1964).
Народився в селянській родині. У 1919—1921 роках навчався в пансіонаті при Ардонській семінарії. З 1924 року навчався в сільській школі, в 1926—1930 роках — в Північно-Осетинському педагогічному технікумі. Після його закінчення працював учителем. У 1931 році опубліковав перший збірник віршів «Перші кроки». У 1933—1935 роках навчався в Ленінградському університеті.
Автор роману-трилогії «Хъабатырты кадæг» («Поема про героїв», 1948—1958), роману «Важка операція» (1939), роману «Люди це люди» (1960), драм «Вождь Багатар» (поставлена в 1940 році), «Сини Бата» (поставлена в 1942), повісті «Господарі життя» (1947).